# Albignasego
Albignasego este o comună din Provincia Padova, regiunea Veneto, din nordul Italiei, localizată la aproximativ 35 km de Veneția și la aproximativ 7 km de Padova. În 2009, populația comunei era de 22454 de locuitori, iar suprafața de 21 km².

## Demografie
Albignasego - evoluția demografică

|  | Graficele sunt indisponibile din cauza unor probleme tehnice. Mai multe informații se găsesc la Phabricator și la wiki-ul MediaWiki. |

Date: Recensăminte sau birourile de statistică - grafică realizată de Wikipedia